# السیپ (ایلینوی)
السیپ، ایلینوی (به انگلیسی: Alsip, Illinois) یک روستا در ایالات متحده آمریکا است که در ایلینوی واقع شده‌است.

## خصوصیات
السیپ ۱۹٬۲۷۷ نفر جمعیت دارد.